# Xenosaga
 (novembre 2020).
Si vous disposez d'ouvrages ou d'articles de référence ou si vous connaissez des sites web de qualité traitant du thème abordé ici, merci de compléter l'article en donnant les références utiles à sa vérifiabilité et en les liant à la section « Notes et références ».
Cet article concerne la série de jeux vidéo. Pour le premier épisode de cette série, voir Xenosaga Episode I: Der Wille zur Macht.
Xenosaga (ゼノサーガ, Zenosaga) est une série de jeux vidéo développée par Monolith Soft et détenue par Bandai Namco Games.
La trame principale de l'histoire de Xenosaga est une suite de 3 jeux sur PlayStation 2. Plusieurs histoires parallèles et projets de spin-off ont aussi été développés, ainsi qu'un anime. Elle est composée de 3 épisodes pour la PlayStation 2 : Der Wille zur Macht (« La Volonté de Puissance »), Jenseits von Gut und Bose (« Par-delà bien et mal ») et Also sprach Zarathustra (« Ainsi parlait Zarathustra »).
La série Xenosaga sert de successeur spirituel au jeu Xenogears, sorti en 1998 sur PlayStation et édité par Square (devenu Square Enix). En plus d'allusions et d'hommages plus ou moins directs, l'univers de Xenosaga entretient une ambigüité par rapport à celui de Xenogears : on peut considérer les deux séries liées comme on peut les considérer comme distinctes. Le créateur de Xenogears et de la série Xenosaga est Tetsuya Takahashi, qui a quitté Square en 1999 avec Hirohide Sugiura. Soutenu financièrement par Namco, il relance le projet Xenosaga.
Le premier des 3 jeux, Episode I: Der Wille zur Macht (« La Volonté de Puissance »), est sorti en février 2002 au Japon, puis en février 2003 aux États-Unis. Episode II: Jenseits von Gut und Böse (« Par-delà Bien et Mal ») est sorti en juin 2004 au Japon et en février 2005 aux États-Unis. La première diffusion de Xenosaga: The Animation, un anime basé sur le premier épisode, eu lieu le 5 janvier 2005 sur TV Asahi au Japon. Xenosaga: Pied Piper un autre jeu sur téléphone mobile retrace l'histoire du cyborg « Ziggurat 8 » se déroulant 100 ans avant l'Episode I, il est sorti au Japon en juillet 2004. Pied Piper n'est jamais sorti aux États-Unis. L'Episode III: Also sprach Zarathustra est sorti le 6 juillet 2006 au Japon et le 29 avril 2006 en Amérique du Nord et sera le dernier de la série Xenosaga, le projet initial s'arrêtant effectivement à la moitié. Une réédition des deux premiers jeux (nommés Xenosaga I & II) pour la Nintendo DS est sortie en mars 2006 au Japon.
Les noms des 3 épisodes de la série proviennent des œuvres du philosophe Friedrich Wilhelm Nietzsche. Ainsi, on retrouve certains de ses concepts dans les jeux.

## Histoire

### Résumé
Nous sommes en l'an 4767 T.C., l'espèce humaine existe sur des planètes distantes et dans des colonies artificielles. La Terre semble avoir été perdue ; elle a été effacée des cartes spatiales et rebaptisée Lost Jerusalem (Jérusalem Perdue). La capitale de l'espace connu est Fifth Jerusalem (Jérusalem Cinq), où la Galaxy Federation (Fédération Galactique) semble surveiller les humains.
Pendant les quatorze dernières années, des ennemis mystérieux appelés les Gnosis ont attaqué les colonies humaines. On suppose fermement que les Gnosis sont apparus à cause d'un scientifique appelé Joachim Mizrahi durant le Miltian Conflict (Conflit Miltien) en 4753 T.C., mais il y a plus derrière ce que le public sait sur cette histoire.
Depuis le Miltian Conflict et la disparition liée à ce conflit de Old Miltia (Ancienne Miltia), un artefact appelé le « Zohar » est devenu centre d'intérêt. Plusieurs partis (principalement le culte souterrain d'Ormus et la Galaxy Federation) veulent s'approprier son pouvoir. Pour les deux groupes le « Zohar » est bien plus important que toute autre chose : c'est une source de pouvoir, la cause de la crise Gnosis, et la prison virtuelle de U-DO, une formidable Onde. Les deux groupes croient que le Zohar peut être la clé pour la destruction des Gnosis et un chemin vers le pouvoir illimité.
Des tests sur le Zohar et son pouvoir ont été conduits par Joachim Mizrahi, la Galaxy Federation (Fédération Galactique), et un mystérieux scientifique appelé Sellers, lié avec Ormus et le Hyams Group (Groupe Hyam). les résultats de ces tests mena au développement de plusieurs émulateur Zohar, ou des copies du Zohar original, qui disparut quand Miltia fut scellé. Cependant, le pouvoir du Zohar original continua de neutraliser l'énergie de n'importe quel émulateur connu, malgré le fait que l'un des Émulateurs causa la disparition de la planète Ariadne.
En résultat à ces découvertes et expérimentations, la société d'Ormus et la Galaxy Federation sont sans cesse obsédés de trouver l'artefact original scellé quelque part sur Miltia à la fin du Miltian Conflict. Cependant, la clé dé-sceller Miltia et le Zohar Original est contenu dans l'Y-Data (Donnée Y), possédée par une Realian appelé MOMO. Pour retrouver l'Y-Data, Ormus organise un complot contre la Galaxy Federation et ses alliés en utilisant une série de diversions par des organisations et d'adepte, incluant la U-TIC Organization et une figure énigmatique connue sous le nom d'Albedo.
Pendant ce temps, les Vector Industries, la plus grande entreprise existante et le principal constructeur d'armes pour la Galaxy Federation, recherche de nouvelles manières d'utiliser la nanotechnologie pour construire un androïde de combat inarrêtable, son nom de code : KOS-MOS. Il y a eu une légère polémique là-dessus, puisque les androïdes ont été remplacés depuis longtemps par des formes de vie artificielles appelées Realians, qui se sont montrées très efficace en combat. Cependant, les Vector Industries et leur chef de la R&D, Shion Uzuki, a d'autres idées. Shion, une simple chercheuse voyageant sur le vaisseau spatial, le Woglinde, se retrouve prise dans un complot non seulement pour prendre le contrôle des mystérieux Gnosis et du Zohar Original, mais aussi pour redéfinir le destin de tous les Hommes.

### Personnages Jouables
Les personnages de Xenosaga sont petit à petit présentés dans les épisodes. Les voici dans l'ordre d'arrivée dans le groupe. Allen Ridgely, Miyuki Itsumi, et Canaan semble être les seuls nouveaux personnages jouables dans Xenosaga Episode III ; ils seront donc décrits en dernier. Leur rôle comme personnages jouables reste incertain. Ils peuvent être jouables tout au long du jeu, ou juste pour quelques combats.
Shion Uzuki — L'Ingénieur en chef de la première section du département R&D des Vector Industries. Shion est une jeune femme qui dirige le projet KOS-MOS. Elle est aussi une spécialiste de la technologie Realian. Cependant, quand le complot s'amplifie et que la corruption apparaît, elle s'éloigne de Vector. Shion ignore que son rôle dans l'histoire est plus important qu'il n'y paraît.
KOS-MOS — KOS-MOS est une androide de combat développée par les Vector Industries (essentiellement par Shion et Kevin Winnicot). Bien que son développement fut retardé par un accident survenu deux ans plus tôt dans l'Episode I, elle devient complètement opérationnelle pendant le désastre du Woglinde. KOS-MOS est d'une grande loyauté envers Shion. Des commandes inconnues intégrées à KOS-MOS par les Vector Industries permettent d'"annuler" cette loyauté.
Ziggurat 8 — Un cyborg humanoïde qui veut devenir intégralement une machine. Il ne se souvient donc plus de son passé tragique ou ce que c'était d'être humain. Ziggurat 8 (« Ziggy ») obtient l'amitié de MOMO puisqu'il l'a sauvé de l'astéroïde d'U-TIC « Pleroma » dans l'Épisode I. Le passé de Ziggy ressurgit par plusieurs fois, essentiellement dans l'Episode II.
MOMO — Une Observational Realian 100-series développée par Joachim Mizrahi et créée d'après sa sœur Sakura, MOMO est capturée par la U-TIC Organization car elle possède des informations de valeur : les Y-Data. MOMO devient l'ami de Ziggurat 8 peu après qu'il la sauve de Pleroma.
chaos — Un personnage énigmatique qui semble être un adolescent aux cheveux argentés. Membre de l'équipage de l'Elsa, les origines de chaos sont inconnues. Cependant, il possède le mystérieux pouvoir de détruire les Gnosis par simple contact de la main.
Jr. — Un soldat de l'U.R.T.V. qui a joué un rôle important dans le Miltian Conflict, Jr. est en fait un homme piégé dans un corps d'enfant à cause de la modification de ces gènes. Jr. est un chef de la Kukai Foundation, qui travaille avec son unité entière de l'U.R.T.V., Gaignun Kukai.
Jin Uzuki — Le grand frère de Shion Uzuki, Jin Uzuki tient une librairie sur Second Miltia. Cependant, il a été le seul Commandant de la Federation à porter une épée. Il a tenté de faire éclater la vérité derrière le Miltian Conflict. Dans l'Episode II, Il rejoint le groupe pour confirmer ce qu'il apprit sur le Conflit.
Canaan — Présenté dans un flashback au début de l'Episode II, Canaan est un Realian qui a été impliqué dans le Militan Conflict. Il est un Realian mystérieux et spécial et n'a pas été affecté par le phénomène qui rendit les Realians de base fou furieux pendant l'incident. Canaan accompagne chaos sur une mission pour infiltrer secrètement Militia et assister l'U.R.T.V. Pendant la mission, il entre en contact avec Jin Uzuki et accepte un enregistrement de l'Y Data dans sa propre banque de donnée. Dans l'Episode III, Canaan rejoint Shion dans sa quête.
Allen Ridgely — L’assistant et ami de Shion, Allen est le commandant en second du projet KOS-MOS. Bien que plus âgé de deux ans que Shion, il est nouveau au sein des Vector Industries. Il est le subalterne de Shion dans l’organisation. Allen est souvent timide avec Shion car il est amoureux d’elle, cependant, elle n’y fait pas attention. Allen n’est pas un personnage jouable jusqu’à l'Episode III. On ne sait cependant pas s'il sera un personnage entièrement jouable, ou un personnage disponible pendant peu de temps comme le Lt. Virgil dans l’Episode I. D’après de récents screenshots, on sait aussi que les personnages de Miyuki et de Canaan seront jouables dans l’Episode III.
Miyuki Itsumi — Un autre membre des Vector Industries, et une fan de Shion. Miyuki était un membre de la seconde section de la R&D de Vector. Elle a demandé à être transférée à la première section de la R&D. Elle a été acceptée et est devenue le sous-fifre de Shion. Dans l'Episode III, Miyuki se met du côté de Shion et la rejoint dans sa quête contre la corruption de Vector.

### Allusions et influences
Comme Xenogears, Xenosaga contient des allusions religieuses et historiques. Par exemple, "KOS-MOS" vient du grec 'kosmos', qui signifie à l’origine "ornement ou décoration", en fait il signifie "univers, ordre, et harmonie". Un autre exemple, chaos, qui est aussi identifié comme "Yeshua". De plus, "Abel" et "l’arche d’Abel" font références à une figure biblique du même nom.
L’histoire de Xenosaga est influencé de plusieurs manières de Jung et l’Apocalypse biblique sont la symbolique de la trilogie et les thèmes de Nietzsche. Cachée derrière les figures et les artefacts, cette trilogie pose des questions souvent sur le sens de la vie et la vérité. Et ce par des références mythologiques et psychologiques
Bien que les liens de l’histoire entre Xenosaga et Xenogears ne sont que des spéculations, il existe cependant des liens de style. Comme pour Final Fantasy et ses chocobos ainsi que la récurrence du personnage de Cid, les Xenos partagent le même style, telle que l’utilisation graphique du style anime, pareil pour le design des personnages et des lieux. Le Gameplay similaire, telles que les attaques par les touches préconfiguré, combos qui s’enchaînent, et combats de mecha. Et il y a de nombreux design qui font penser à certains personnages. Nephilim ressemble à Elly, le costume de Shion dans l’Episode I ressemble fortement à celui d’Elly. Chaos lui ressemble à Billy sans son habit (le pardessus).
La période pendant laquelle se déroule Xenosaga ne correspond pas vraiment à celle à laquelle finit Xenogears(normal puisqu'à la base Xenosaga devait compter 6 épisodes, Xenogears trouvant sa place au cinquième épisode), les deux sont très synchrones. T.C. 4767 est l’année où les évènements du jeu ont lieu, d’après le livre Perfect Works de Xenogears, mais cette même année Eldridge devrait avoir été lancé et rien de tout ceci n’est mentionné dans l’Episode I. Cependant, Xenosaga utilise plusieurs éléments, thèmes, et évènements de Xenogears.

### Le Zohar
Le Zohar est une source de pouvoir incommensurable dans l'univers de Xenosaga. Des notes suggèrent qu'il fut créé à la naissance de l'univers avec chaos et Wilhelm. Il a été découvert au fond du lac Turkana au Kenya en 20XX. Cet évènement a mené directement à l'abandon de la Terre. Cependant, la Ormus Society clame qu'ils ont été le peuple lié au Zohar pour l'éternité. Ormus n'est pas la seule faction connue qui court après les pouvoirs du Zohar.
On le distingue visuellement par un joyau bleu, le Zohar Original ne doit pas être pris pour un émulateur Zohar, qui n'est pas aussi puissant. Les émulateurs Zohar ont une lettre hébraïque rouge à la place du joyau. L'émulateur Zohar Hyams semble avoir une lettre bleue.
Le Zohar Original est appelé "Marienkind", signifiant "Enfant de Marie" en Allemand. D'après le concept matériel original, ce nom représente Jésus-Christ. Cependant, l'U.M.N. base de données de l'Episode I donne d'autre référence, disant qu'il se réfère aussi à des contes de fée des Frères Grimm (Jacob et Wilhelm). Le conte d'une fille ayant reçu les clés des 13 portes du paradis de Marie, la mère de Jésus.
Le Zohar Original sert aussi de logo pour Xenosaga Episode I: Der Wille zur Macht.
Le nom Zohar (Le mot hébreu pour "splendeur" ou "rayonnement") fait référence à un livre important du mysticisme Juif. Le Zohar a aussi une apparence et une utilisation similaire au Monolith d'Arthur C. Clarke's 2001, l'Odyssée de l'espace.
Le Zohar était directement basé sur le Zohar prédécesseur spirituel de Xenosaga: Xenogears. Dans Xenogears, le Zohar est un monolith droit doré avec un œil turquoise à la place du joyau. L'œil avait dû être ajouté par des humains, selon des rumeurs parmi les fans disent que le Zohar aurait dû être "modifié" dans l'Episode III pour plus ressembler à celui de Xenogears.

## La trilogie

### Xenosaga Episode I: Der Wille zur Macht
Xenosaga Episode I: Der Wille zur Macht est un jeu de rôle sur Playstation 2 et le premier titre de la série. Der Wille zur Macht. Il fait référence au concept, ainsi nommé, de Nietzsche.
L’Episode I permet d’exposer le contexte de l’histoire; il présente ou mentionne la plupart des protagonistes et antagonistes principaux. Il établit l’intrigue impliquant les Gnosis et la récupération des Emulateurs Zohar. Il permet aussi de prévoir les événements passés ou futurs. Plusieurs points (comme la signification du Miltian Conflict, les manipulateurs derrière la U - TIC Organization, les antécédents et les motivations de chaque personnage) restent sans réponse pour le joueur et pour y répondre il doit jouer à l'Episode II.
L’Episode I a reçu de grande marque, bien que les critiques soient partagées (voir les critiques de l'Episode I). Le système de combat du jeu présente de nouveau concept peu commun parmi les RPG, et la majorité des musiques (composées par Yasunori Mitsuda) sont jouées par l’Orchestre philharmonique de Londres.

### Xenosaga Episode II: Jenseits von Gut und Böse
Xenosaga Episode II: Jenseits von Gut und Böse est le second Episode de la série. Le titre de l’Episode vient directement du livre Par-delà bien et mal de Friedrich Nietzsche.
L’Episode II suit l’histoire commencée dans l'Episode I'. Les antécédents et l’importance de Albedo, de Nigredo/Gaignun, et de Rubedo/Jr. sont présentés ici. On découvre de nombreuses organisations, comme Ormus et Hyams. Les Gnosis reviennent prendre place dans l'Episode II bien que la trame principale se concentre sur la recherche du Zohar, qui se termine par un problème de localisation de Old Miltia. La “distribution” de l’Episode I joue un rôle important dans les évènements qui transparaissent de Old Miltia. Bien qu’il y ait des pertes et des personnages disparaissent dans l'Episode II, qui se finit par un suspens soudain. Ceci est souligné par le fait que l'Episode III se tiendra un an après.
L'Episode II change des éléments de l'Episode I, comme des graphismes différents, un système de combat modifié, de nouvelles musiques, et des cinématiques plus courtes. Ces changements mènent à des résultats mélangés (voir les critiques de l'Episode II). De plus, après la sortie de l'Episode II, plusieurs employés de Monolith Soft sont retirés du projet (voir polémiques sur la série).

### Xenosaga Episode III: Also sprach Zarathustra
Xenosaga Episode III: Also sprach Zarathustra sera le troisième et dernier jeu de la trilogie. Il sortira sur PlayStation 2. Also sprach Zarathustra est aussi le titre de l’œuvre la plus célèbre de Nietzsche, qui présente l'Übermensch (traduit le Surhomme) et a popularisé la phrase "Dieu est mort". À l’origine le jeu devait s’appeler "Die fröhliche Wissenschaft" mais le nom s’est révélé trop difficile à prononcer en allemand et la traduction "Le Gai savoir" était potentiellement provocante.
En septembre 2005, il a été officiellement annoncé que l'Episode III marquerait la fin prématurée de la série, qui devait contenir six titres. L'Episode III prendra la suite de l’histoire avec les personnages présents dans l’épisode précédent, avec l’arrivée de plusieurs nouveaux antagonistes et personnages jouables (Allen Ridgely, Miyuki, et Canaan). La date de la sortie de l'Episode III est prévue pour le 6 juillet 2006 au Japon, et en automne 2006 pour les États-Unis.
Le système de combat est revenu au système initial de l’Episode I, complété avec de nouvelles techniques. Mais plusieurs choses sont conservées de l'Episode II, tel que l’arc ether de MOMO donc ses techniques sont différentes de celles du début.
Pour finir, Xenosaga Episode III: Also sprach Zarathustra semble finir où l’histoire de Shion et KOS-MOS s’est arrêtée dans l’Episode I. Après l’arrivée de T-elos (un plan trouvé dans l'Episode I sur le vaisseau de combat U-TIC de T-elos) et la mystérieuse forme aux yeux de bleus de KOS-MOS. Il semblerait que T-elos soit l’archetype qui fut détruit 3 ans plus tôt dans la série Xenosaga. Shion arrive à voir T-elos et KOS-MOS sous la forme d’une fillette aux longs cheveux noirs dans de rares circonstances

## Histoire parallèles

### Xenosaga: Pied Piper
Sorti sur téléphone mobile au Japon, cette histoire parallèle de Xenosaga débute 100 ans avant l’Episode I et montre le passé du cyborg Ziggy quand il a été un humain. Il s’appelait Jan Sauer et travaillait pour les forces anti-terroriste de la Galaxy Federation.
Les évènements ont lieu sur la planète Abraxas (alias Michtam), et des personnages notables comme Sharon Rosas qui devient la femme de Jan Sauer, et Joaquin Rosas (fils de Sharon né d'un premier mariage) , qui devient donc le fils de Jan Sauer. Voici l’histoire de ses subordonnées:
- Meris Orthas: elle assiste au suicide de Jan Sauers et plus tard fonde Scientia
- Lactis: un modèle récent Realian faisant équipe avec "Canaan"
- Elrich Webber qui plus tard devint Voyager
- Michael Oltman un opérateur U.M.N. expérimenté.

Le but de Xenosaga: Pied Piper est d’exposer les antécédents des personnages les plus importants, encore peu présents dans l’univers de Xenosaga, comme Ziggy, chaos, Wilhelm, Voyager et Dr. Dimitri Yuriev. L’intrigue se développe en trois chapitres, centrée sur Sauer et son équipe. Ils traquent un tueur en série connu comme le pirate informatique "Voyager", qui tue ses victimes en utilisant le réseau U.M.N.. Le jeu est aussi la dernière contribution de Soraya Saga au projet Xenosaga. Une traduction du script est disponible sur http://zarathustra.kaisho.org/

### Xenosaga I & II
Ce jeu a été appelé à l’origine Xenosaga DS, Xenosaga I & II est une réédition des deux premiers épisodes de la série sur Nintendo DS. Le script du jeu est de Yuichiro Takeda, qui a travaillé sur Xenosaga: The Animation. Hiroshi Takeuchi, du célèbre Cowboy Bebop, est responsable du design des personnages, a annoncé que le design des personnages sera totalement différent des titres Playstation 2. Les musiques du jeu sont composées par Kousuke Yamashita, qui a orchestré la bande-son de Xenosaga: The Animation. Mais aussi d’autre travail précédent comme Hana yori dango et Mahou Sentai Majirenjaa série télévisée en direct et Nobunaga's Ambition série de jeux vidéo. Yamashita est le quatrième compositeur à adapter un jeu Xenosaga, après Yasunori Mitsuda, Yuki Kajiura et Shinji Hosoe.
Xenosaga I & II n’est pas seulement une réédition; plusieurs changements mineurs ont été faits sur l’histoire sans changer les éléments déjà existants que le premier jeu avait exposé. Plusieurs scénarios ont été revus et de nouveaux ont été ajoutés. Des personnages mineurs ont été inclus dans ces nouvelles parties. Une partie de l'Episode II, parlait à l’origine des perspectives de Jr., maintenant elle sera concentrée sur Shion, plus comme dans l'Episode I et l'Episode III. Une partie de l'Episode II présente du contenu supplémentaire (la plupart ont été supprimés de l'Episode II), venant du créateur Tetsuya Takahashi de Xenosaga, et améliore l’histoire. Cela comble quelque omission de l'Episode II. Cela permet donc d’avoir une meilleure compréhension de l’intrigue et réduit le nombre de questions que l’on se pose à la fin de l'Episode III.
Le jeu se joue sur l’écran supérieur de la DS les trois quarts du temps, l’écran inférieur est utilisé pour les commandes et pour naviguer dans les menus. Le mécanisme de combat suit le style de l’Episode I.
Xenosaga I & II est sorti au Japon le 30 mars 2006. Rien n’a été dit sur une quelconque sortie internationale.

## Autres projets

### Xenosaga: l'anime
Un anime basé sur Xenosaga, appelé Xenosaga: The Animation, a été diffusé pour la première fois sur TV Asahi au Japon le 5 janvier 2005. L’anime suit de près l’histoire de Xenosaga, bien que des scènes ont été retirées, d’autres ajoutées et certaines entièrement réécrites. Les quinze premières heures de jeu de l’Épisode I sont relatées dans les épisodes 1 à 5. De par la nature de l’anime, ils marchent plus comme un supplément à l’Épisode I. Plusieurs points que le jeu explique très peu voire pas du tout, deviennent moins nébuleux avec l’anime. Malgré les changements, beaucoup de fans préfèrent L’anime au film basé sur l'Épisode I, présent sur le DVD donné en cadeau, pour chaque pré-commande de l'Épisode II. Les fans disent que ce film est un mauvais agencement des cinématiques et que la qualité du DVD est plus mauvaise que les cinématiques originales du jeu sur PlayStation 2. À noter que Xenosaga la série animée, est la première à revendiquer le statut d'hybride M&C, c'est-à-dire à inclure en même temps un univers mécha et cyber, ce qui a déjà été fait, mais pas de cette façon. Cette série est d'ailleurs reconnue comme la pionnière du genre.

### Xenosaga: le manga
En 2004, une adaptation manga de la série est écrite par Atsushi Baba et publiée par Zero Sum Comics. En 2006, Baba finit son adaptation de l'Épisode I et travaille actuellement sur l'Épisode II. Le manga devrait être centré sur le développement des personnages plutôt que sur le jargon scientifique et religieux et les mystères du jeu comme avec le manga Neon Genesis Evangelion.

### Xenosaga: A missing Year
Un site japonais a été commencé par Monolith et conçu pour faire le lien d’une année manquante entre l'Episode II et l'Episode III, ou entre Xenosaga I&II et l'Episode III.
La série voit la réapparition de Shion Uzuki, KOS-MOS et Juli Mizrahi, et présente aussi Doctus de l'Episode III et une jeune Realian nommée "Nephilim".

## Polémiques sur la série
Récemment, le projet Xenosaga vit la démission ou le licenciement de l’équipe qui avait contribué au jeu Xenogears et/ou au premier épisode de Xenosaga. Pareil pour l'Episode II, Tetsuya Takahashi et Soraya Saga se sont retirés de l’équipe de Xenosaga. D’après un article Saga, le concept d’origine de l'Episode II, écrit par les concepteurs ci-dessus, a été modifié à cause de leur départ du projet. Cependant, cette information a été récemment retirée du site de Saga. Puisque Saga ne travaille plus sur la série, Takahashi est toujours concerné, bien qu’il ne joue plus un rôle dans la production. Le compositeur des musiques, Yasunori Mitsuda, est aussi parti de la série Xenosaga depuis l'Episode II. Après ces évènements, l'Episode III est annoncé pour être le dernier épisode de Xenosaga.
Tetsuya Takahashi, Kunihiko Tanaka (character designer), et Yasunori Mitsuda ont contribué à la série depuis le début. Alors que Tanaka (le seul des trois) a redessiné les personnages pour l'Episode II, il s'est depuis écarté du projet.